# Železniční trať Čížkovice–Obrnice
Železniční trať Čížkovice–Obrnice (přezdívaná Švestková dráha) je regionální dráha vedoucí z Čížkovic přes Třebenice do Obrnic. V jízdním řádu pro cestující je uváděna v tabulce 113 Lovosice–Most, neboť po ní vedené vlaky jezdily a jezdí z Lovosic do Čížkovic po navazující trati Lovosice–Louny a z Obrnic pokračovaly do Mostu po trati Louny–Most. Od prosince 2017 do prosince 2019 byla označována ve stejné trase jako trať T4, což bylo také číslo turistické linky DÚK. Dráha se začala stavět roku 1896 a byla otevřena 19. prosince 1898. Trať byla postavena s garancí 70 % základního kapitálu 4 248 000 korun poskytnutou Českou zemí. Stát přispěl přímo 80 000 korunami a místní zájemci doplatili zbývajících 1 194 600 korun. Trať obsluhovala zejména místní zemědělské podniky a také dopravovala dělníky do mosteckých dolů.
Název Švestková dráha pochází z předválečných dob podle tehdy zde rostoucích švestkových sadů a alejí.
V roce 1918 nesla trať označení 72f, a byla tak postranní tratí trati z Prahy do Mostu a dále do Moldavy. V době druhé světové války vedla z velké části v okolí hranice Protektorátu. V roce 1944 nesla označení 167b, a byla tak postranní tratí trati z Duchcova do Mladotic.
Trať je dlouhá 34,8 km a osobní vlak ji v roce 2007 projel za zhruba 61 minut. V roce 1918 vlak z Obrnic dorazil do Čížkovic za 123 minut. Pro nákladní dopravu trať občas využívá dopravce Unipetrol Doprava. Dne 9. prosince 2007 zde byl zastaven provoz osobních vlaků v rámci redukce provozu osobních vlaků na některých tratích.
Jízdenky se v roce 1997 prodávaly jen v Čížkovicích, Třebívlicích a Obrnicích. Všechny zastávky kromě zmíněných, Třebenic a Libčevse byly na znamení. Plná cena cesty z Čížkovic do Obrnic byla 52 Kč (říjen 2007).[zdroj?]

## Švestková dráha

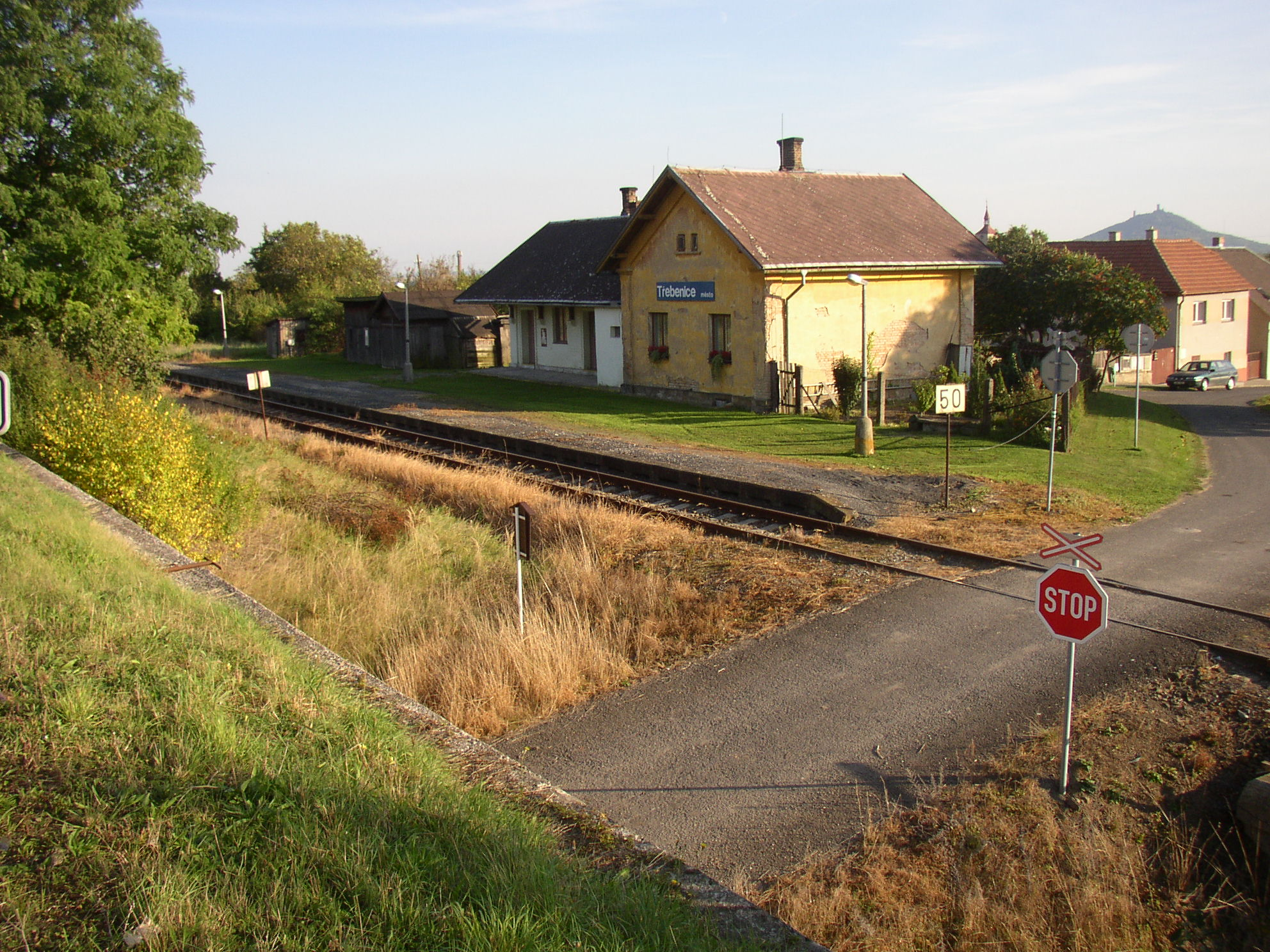
Zastávka Třebenice město (2011)

Od 28. června do 30. srpna 2008 zde za přispění obcí, kterými trať prochází, jezdil o sobotách dvakrát denně motorový vlak přezdívaný Švestková dráha. Vlaky jezdily i během léta 2009, a to od 26. června do 30. srpna 2009, tentokráte již po oba víkendové dny. Dopravu zajišťoval jeden motorový vůz M 131.1. Švestková dráha byla v provozu i během léta 2010, a to od 5.  června do 29. srpna. Dopravu zajišťoval jeden motorový vůz 830 a vůz pro přepravu jízdních kol. V létě roku 2011 vlaky Švestkové dráhy jezdily jen do Třebívlic, odtud do Mostu pak pokračovala náhradní autobusová doprava. Důvodem bylo zastavení provozu v úseku Třebívlice–Libčeves kvůli opravě mostu přes Granátku. SŽDC s opravou nespěchala. Dne 26. prosince 2011 již po trati vyjel vlak z Lovosic až do Mostu. V roce 2012 opět jezdila Švestková dráha o sobotách a nedělích v červenci a srpnu, vždy dvakrát tam a zpět, přičemž provoz o víkendech v červnu a září zahájil také Středohorský motoráček dopravce KŽC Doprava. Od roku 2013 se provoz na trati ustálil na stavu, kdy se o obsluhu dělily dva dopravci, přičemž rozsah zůstává obdobný: tři páry vlaků mezi Mostem a Lovosicemi, plus jeden pár z Lovosic do Třebívlic a zpět. Takto provoz běžel až do léta 2015.[zdroj?]
Od grafikonu 2015/2016 byl zaveden sezónní provoz o sobotách, nedělích a svátcích od 25. března do konce října v rozsahu dvou párů vlaků v trase Lovosice–Most a jednoho páru vlaků v trase Lovosice–Třebívlice.[zdroj?]

## Prodej a rekonstrukce trati

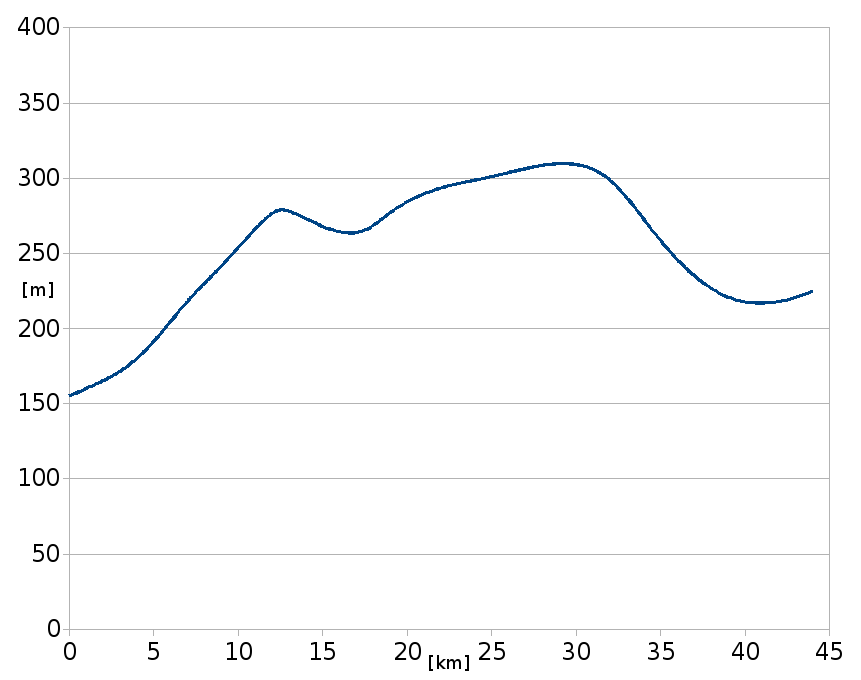
Výškový profil trati 113 ve směru od Lovosic do Mostu

V listopadu 2014 byla trať (35,892 km, nabídková cena v prvním kole 132 265 270 Kč) jednou z pěti tratí, které stát nabídl k prodeji.
V roce 2016 koupil trať Čížkovice–Obrnice za 5,7 milionu Kč výrobce zabezpečovací techniky AŽD Praha. AŽD Praha byl jediný zájemce. Trať chtěl využít jako zkušební polygon pro vyvíjené nové zabezpečovací technologie s využitím satelitních systémů. Podle smlouvy musel zachovat trať v provozuschopném stavu dalších pět let. Plánoval na trati zachovat provoz a v rámci možností trať opravit a umožnit i ostatním dopravcům ji využívat.

## Obnovení osobní dopravy

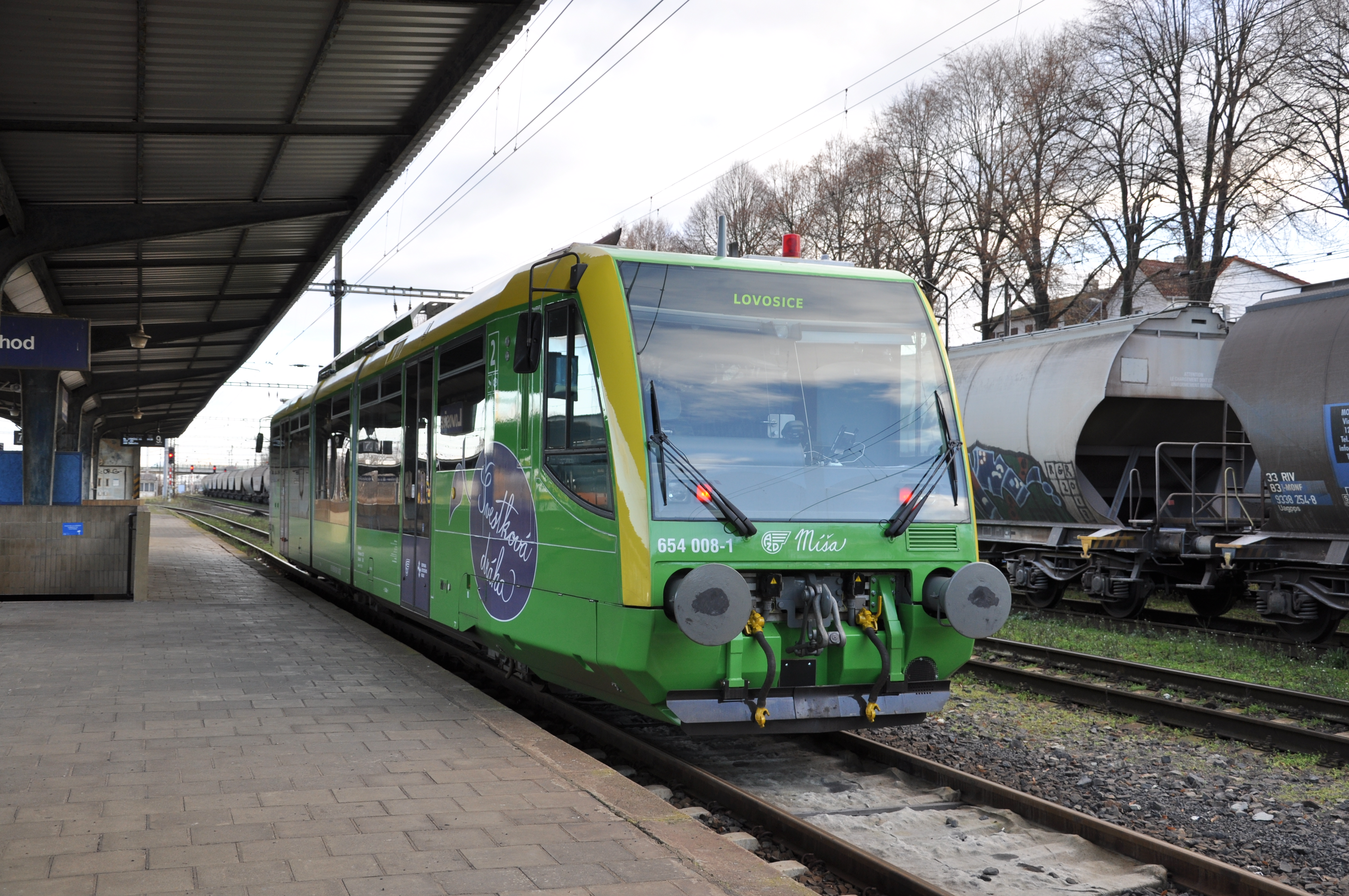
RegioSprinter AŽD v Lovosicich (2019)

Provozovatel dráhy AŽD Praha ji před zahájením sezony v roce 2017 výrazně zrekonstruoval – bylo dosazeno zabezpečovací zařízení – jak přejezdů, tak stanic (stanice řízeny z Čížkovic), ve všech stanicích bylo obnoveno kolejiště.
Na rok 2017 AŽD Praha vydala jízdní řád pro svou linku T4 a od dubna 2017 zde také jezdila. V období duben–říjen šlo o víkendový provoz dvou párů vlaků z Lovosic do Mostu a jednoho z Lovosic do Třebívlic. Vlaky zastavovaly ve všech stanicích a zastávkách po trase s výjimkou zastávky Sulejovice. Od GVD 2017/2018 byly vedeny všechny vlaky po celé trase. Dopravu objednal Ústecký kraj a jeho tarif také na trati platil. AŽD mělo spojení realizovat pronajatým motorovým vozem řady 831 zálohovaným vlastním motorovým vozem řady 810.
Od 15. prosince 2019 získala společnost od Ústeckého kraje bez výběrového řízení zakázku na provozování osobní železniční dopravy na lince U10 Litoměřice – Lovosice – Most, jejíž převážná část vedla po trati Čížkovice–Obrnice, přičemž stanice a zastávky Obrnice, Sedlec u Obrnic, Skršín, Sinutec a Semeč všechny vlaky projížděly bez zastavení. Dopravce nasadil modernizované jednotky RegioSprinter.

## Zavádění nových technologií
V únoru 2020 společnost AŽD oznámila, že má na trati v úmyslu zavádět tzv. bezúdržbový provoz s využitím systému FTS s optickým kabelem, který sleduje vibrace kolejnic při projíždění vlaku a dokáže automaticky detekovat, případně dokonce předvídat poruchy kolejnic. Po detekci problému měl systém automaticky vypustit dron, který by zajistil obrazovou informaci o místě problému a až následně by došlo k zásahu servisních techniků. Podobným způsobem měl být kontrolován také stav dalších součástí trati. Kromě pravidelných údržbových zásahů tak trať neměla potřebovat pochůzkáře průběžně kontrolující přítomnost poruch na trati. Podle AŽD mělo jít o první trať v Česku, která by byla podobným systémem vybavena. Společnost plánovala rok zkušebního provozu před samotným ostrým nasazením systému.
15. prosince 2021 vyjel na trať poprvé autonomní vlak v rámci veřejné prezentace jízdy po digitální železnici. V rámci exhibice vlak reagoval na člověka nebo auto na trati. Trať byla pokryta vysokorychlostní WiFi, přes kterou vlak mohl kontrolovat dispečer. Ten také znovu vlak uvedl do provozu v případě nějaké mimořádné události. Společnosti AŽD investovala do vývoje této autonomní technologie během deseti let asi sto milionů korun. Na vývoji spolupracovala s evropskými partnery a institucemi a českými výzkumnými centry, z asi 90 procent šlo o český produkt. AŽD by ráda autonomní vlaky na dráze nasadila za 2 až 3 roky, nicméně mezitím bude potřeba změnit legislativu. Do té doby měla přesunout od jara 2022 další testování na svou druhou trať Kopidlno - Dolní Bousov, kde nebyly pravidelné osobní linky.